# Pietrasanta
Pietrasanta is een gemeente in de Italiaanse provincie Lucca (regio Toscane) en telt 24.547 inwoners (31-12-2004). De oppervlakte bedraagt 41,8 km², de bevolkingsdichtheid is 587 inwoners per km².
De volgende frazioni maken deel uit van de gemeente: Capezzano Monte, Capriglia, Crociale, Marina di Pietrasanta (Fiumetto, Tonfano, Motrone, Focette).

## Demografie
Het aantal inwoners van Pietrasanta steeg in de periode 1991-2010 met ongeveer 5 permille volgens cijfers uit de tienjaarlijkse volkstellingen van ISTAT.
| Jaar | Inwoneraantal |
| ---- | ------------- |
| 1991 | 24.817        |
| 2001 | 24.409        |
| 2010 | 24.931        |

## Geografie
De gemeente ligt op ongeveer 14 m boven zeeniveau.
Pietrasanta grenst aan de volgende gemeenten: Camaiore, Forte dei Marmi, Montignoso (MS), Seravezza, Stazzema.

## Geboren
- Eugenio Barsanti (1821-1864), uitvinder van verbrandingsmotor
- Giosuè Carducci (1835-1907), dichter en Nobelprijswinnaar (1906)
- Carlo Ripa di Meana (1929-2018), politicus en milieuactivist
- Silvia Gemignani (1972), triatlete
- Luca Cei (1975), wielrenner
- Luca De Angeli (1976), wielrenner
- Diego Romanini (1978), autocoureur
- David Philippaerts (1983), motorcrosser
- Corinna Dentoni (1989), tennisspeelster
- Giulio Donati (1990), voetballer